# Partido Parlamentario Irlandés
El Partido Parlamentario Irlandés (IPP; en inglés: Irish Parliamentary Party, más conocido como Irish Party o el Home Rule Party; en irlandés: Páirtí Parlaiminteach na hÉireann) fue creado en 1882 por Charles Stewart Parnell, líder del Partido Nacionalista, en sustitución de la Liga para el autogobierno (Home Rule League), como partido oficial de los nacionalistas irlandeses que habían sido elegidos para la Cámara de los Comunes del Reino Unido hasta 1918. Sus objetivos principales eran la independencia legislativa para Irlanda y la reforma agraria. Pretendían establecer las condiciones apropiadas para el autogobierno irlandés mediante la aprobación de tres leyes para el gobierno autónomo irlandés.

## Deshaciendo la unión

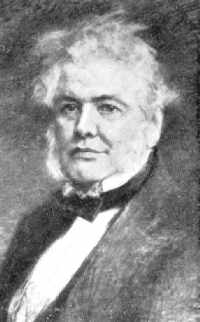
Isaac Butt, creador de la Liga para el autogobierno.

El IPP nació como evolución de la Liga para el autogobierno fundada por Isaac Butt tras su abandono del Partido Conservador Irlandés en 1873, con el objetivo de lograr cierta autonomía frente al Reino Unido para así poder gestionar los asuntos interiores irlandeses en beneficio de la clase propietaria protestante, después de que William Gladstone y su Partido Liberal llegaran el poder en 1868 con el eslogan Justicia para Irlanda y lograran 65 de los 105 escaños irlandeses en Westminster.
Gladstone manifestó que su misión era pacificar Irlanda, y con la Ley para la separación de la Iglesia de Irlanda de 1869, inició el proceso de desvinculación entre Estado y la anglicana Iglesia de Irlanda, cuyos miembros eran una minoría adicta al Partido Conservador y que ostentaba el poder político. Igualmente, elaboró el primer proyecto de ley sobre la tierra, que desembocaría en la Ley Agraria de 1870, por la que se concedía ciertos derechos de los arrendatarios, limitando el poder de los terratenientes para desahuciar a sus arrendatarios. En un principio, la jerarquía católica apoyó a Gladstone en su control de los asuntos irlandeses, esperando recabar ayuda económica para la creación de una Universidad Católica. Pero su programa educativo de 1873 no preveía aún esta posibilidad.
La Asociación para el Gobierno Autónomo incorporó las cuestiones educativas y la reforma agraria en su programa, mientras la jerarquía apoyaba un parlamento establecido en Dublín, El creciente número de Católicos en la asociación comenzó a alarmar al ala protestante, compuesta mayoritariamente por terratenientes. Butt procedió entonces a disolver la asociación y en su lugar creó la Liga para el autogobierno. Inesperadamente, Gladstone convocó unas nuevas elecciones generales en 1874, que consiguieron poner a la Liga en el mapa. En 1872 en que se había aprobado el Decreto de papeleta y, por primera vez en la historia, el voto iba a ser secreto. La Liga situó los temas de educación, reforma agraria y amnistía para los presos políticos en el centro del debate. Consiguió ganar 59 escaños irlandeses y uno británico, muchos de ellos ocupados por liberales

## Comienzos del partido
Tras las elecciones, los miembros de la Liga se reunieron en Dublín, y se organizaron en un Partido irlandés para la Cámara de los Comunes. Pese al buen comienzo, el fracaso de Gladstone y los liberales dificultó mucho su labor. La falta de liderazgo de Butt hacía que el IPP no consiguiera rentabilizar sus resultados. Pese a pronunciar algunos discursos excelentes, no logró persuadir a ninguno de los partidos mayoritarios a apoyar leyes que beneficiasen a Irlanda. Un grupo de veinte miembros irlandeses, los genuinos "Pro-autogobierno", adoptaron la táctica del obstruccionismo, presentando enmiendas a cuanta ley se votaba en el Parlamento y pronunciando larguísimos discursos, con el fin de llamar la atención de Westminster sobre la cuestión irlandesa. Esto no consiguió el autogobierno, pero ayudó a revitalizar al partido Irlandés. Butt consideraba el obstruccionismo como una amenaza para la democracia. Esta posición ayudó a Charles Stewart Parnell a hacerse con el control del partido cuando, en 1876, se pasó a los obstruccionistas.

## La cuestión agraria
Parnell consiguió atraerse a su lado a los fenianos que no habían podido beneficiarse de la primera amnistía de Gladstone, incluyendo a Michael Davitt, muy impresionado por Parnell. Tras su liberación en 1877, Davitt viajó a los Estados Unidos para encontrarse con John Devoy, líder de los Fenianos americanos y recaudar fondos. Durante 1878, Parnell visitó también a otros líderes fenianos. En octubre, Devoy acordó una Nueva Salida, intentando buscar la colaboración entre fenianos (defensores del uso de la violencia) y constitucionalistas para tratar de facilitar el camino al autogobierno. Durante 1879 Parnell continuó haciendo campaña por la Reforma Agraria, y cuando Davitt fundó la Liga Nacional Irlandesa por la Tierra en octubre, Parnell fue elegido presidente, aunque sin tomar el control efectivo. Isaac Butt murió ese año, pero Parnell prefirió esperar antes de hacerse con el control del partido. En lugar de eso, viajó a Estados Unidos con John Dillon en una misión para recaudar fondos para fines políticos y para poner de relieve la situación de Irlanda tras la depresión económica mundial que había afectado a los precios agrícolas.
En las elecciones de 1880, fueron elegidos sesenta y cuatro miembros del IPP fueron elegidos, 27 de los cuales eran partidarios de Parnell. Esto facilitó su nombramiento como líder de un partido dividido y de un país al borde de una guerra agraria. Parnell comprendió enseguida que mantener la agitación agraria era un modo de lograr sus objetivos de autogobierno. El Partido Conservador de Disraeli había sido derrotado en las elecciones, y Gladstone ocupaba de nuevo el puesto de primer ministro. Intentó mitigar la cuestión agraria promulgando la Segunda Ley Agraria de 1881, que no consiguió evitar el desahucio de los arrendatarios. Parnell y sus correligionarios William O'Brien, John Dillon, Michael Davitt, y Willie Redmond, iniciaron una campaña de amenazas verbales y fueron encarcelados en octubre de 1881 bajo la Ley Disciplinaria Irlandés en la cárcel de Kilmainham Gaol por sabotear la Ley Agraria. De aquí salió el Manifiesto No-Rent, invitando a los arrendatarios a no pagar sus rentas. Aunque la Liga desaconsejaba la violencia, los crímenes agrarios aumentaron notablemente.

## Tregua y acuerdo

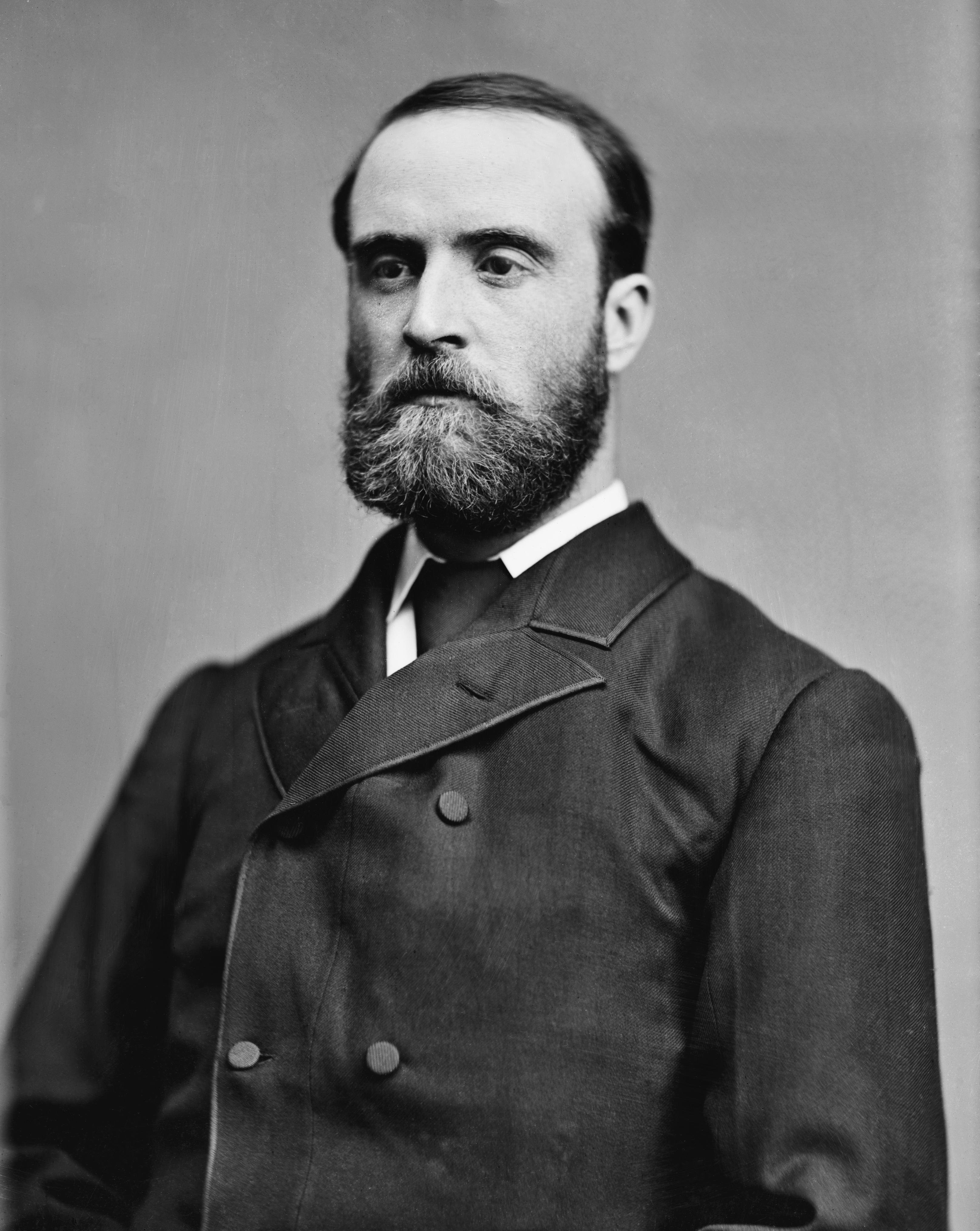
Charles Stewart Parnell, fundador del IPP.

En abril de 1882, Parnell trató de llegar a un acuerdo con el gobierno, comprometiéndose a retirar el manifiesto y movilizándose contra el crimen agrario, viendo que la fuerza armada nunca lograría el autogobierno. El llamado Acuerdo de Kilmainham, una tregua no muy diferente de otras que le sucedieron, marcó un punto crítico en el liderazgo de Parnell, aunque ello significase perder el apoyo de la Irlandeses-Americanos de Devoy. De todas formas, su talento político le permitió conservar el movimiento pro autogobierno tras los asesinatos del Secretario Jefe para Irlanda y su Vicesecretario en el Phoenix Park en mayo de ese año. Durante los siguientes veinte años, los Fenianos y la fuerza militar desaparecerían de la escena política irlandesa.
Tras la supresión de la Liga Agraria, Parnell consiguió recuperarla en octubre bajo el nombre de Liga Nacional Irlandesa (INL). Combinaba moderación en el tema agrario, un programa de autogobierno con funciones electorales, y estaba dotada de una estructura jerárquica bajo el control directo de Parnell. El constitucionalismo parlamentario era el camino del futuro. La alianza informal entre la nueva y disciplinada Liga Nacional y la Iglesia Católica fue uno de los principales factores que ayudaron al florecimiento de la causa del autogobierno a partir de 1882. Parnell comprendió que la adhesión explícita al catolicismo era de vital importancia para el éxito de su empresa. A finales de 1882, la organización contaba ya con 232 filiales, cifra que se incrementó en 1885 para alcanzar las 592. Dejó el trabajo diario de la Liga en manos de sus segundos Timothy Harrington como Secretario, William O'Brien como editor del periódico United Ireland y Timothy Michael Healy

## El reino del parnelismo
El resultado de estas reformas tuvieron su reflejo en los resultados de las elecciones generales de 1885, las primeras que extendieron el sufragio según la Ley de Reforma de 1884, incrementando en número de votantes irlandeses de 220.000 a 500.000, muchos de ellos pequeños granjeros. La representación del IPP pasó de 63 a 85 escaños en Irlanda, incluyendo 17 en Úlster. En enero de 1886, la Liga Nacional había llegado a las 1.262 filiales y podía afirmar que representaba el sentir de la mayoría de irlandeses católicos. No actuaba meramente como base del Partido Irlandés, sino como legislador local, parlamento no oficial, gobierno, policía y corte suprema. La autoridad personal de Parnell era inmensa. La INL se había convertido en una formidable máquina política, con la alianza de agricultores, tenderos y funcionarios. Nadie podía oponérsele.
Curiosamente, el partido consiguió un escaño por Liverpool, donde T. P. O'Connor consiguió un asiento en 1885 y lo mantuvo hasta su muerte en 1929 -incluso tras la desaparición del partido.
El nuevo IPP de Parnell se convirtió en un conjunto enérgico y disciplinado de parlamentarios con reglamentos estrictos. La normativa interna, aprobada en 1884, obligaba a los diputados a asistir a las reuniones y votar con el partido. También recibirían un estipendio de las arcas del partido, lo que incentivaría el esfuerzo parlamentario y animaría a los miembros de clases profesionales como William O'Brien o D. D. Sheehan a asistir al Parlamento, mucho antes de que los diputados recibieran paga del Gobierno a partir de 1911. El perfil de los parlamentarios irlandeses había cambiado considerablemente; la clase propietaria, que en 1868 ocupaba el 69% de los escaños, sólo ocupaba en 1874 el 47%, mientras que los miembros de clases profesionales habían aumentado su representación del 10% al 23%, alcanzando el 50% a principios de los años 90.

## El retraso del autogobierno
En la cima de su carrera política, Parnell comenzó a presionar a Gladstone para resolver la cuestión irlandesa con el autogobierno, pero los liberales estaban divididos. Parnell se alineó con los conservadores, derribando el gobierno de Gladstone. Ambos partidos cortejaban ahora a Parnell. En las elecciones de 1885, el IPP consiguió 86 escaños, por 335 de los liberales y 249 de los conservadores, lo que privaba a Parnell de su condición de árbitro. Gladstone decidió entonces elaborar el Primer Proyecto-Ley para el autogobierno de Irlanda (1886) aunque, tras un largo debate y un memorable discurso, fue rechazado por el Parlamento por 341 a 311 votos.
A partir de 1882, los éxitos de Parnell en su camino hacia el autogobierno empezaron a generar ansiedad entre los Protestantes y unionistas de Irlanda, ante el temor de un Parlamento irlandés dominado por los católicos. Esto llevó a la resurrección de la Orden de Orange como defensa frente al autogobierno y la creación del Partido Unionista. Con los conservadores jugando la "Carta del Ulster" y facciones liberales opuestas al autogobierno, Gladstone sugirió la posibilidad de buscar una salida diferente para el Úlster, observación que tendría un eco de consecuencias decisivas en los acontecimientos del siglo XX. Tras la derrota de la Ley de autogobierno, disolvió el parlamento y convocó nuevas elecciones generales en julio de 1886, en las que se produjo la victoria por amplia mayoría de los conservadores y los liberales unionistas.
El Partido Irlandés mantuvo sus 85 diputados y, en los años que llevaron hasta 1889, se centró en torno a la formidable figura de Parnell, que continuó peleando por el autogobierno, tratando de convencer a los votantes ingleses que no supondría ninguna amenaza para ellos. Durante este periodo, la Liga Nacional estuvo centrada en sus propios intereses, manteniendo la agitación por la aún sin resolver cuestión agraria, y tratando de conseguir el apoyo de los liberales para el autogobierno.

## Comienza la caída

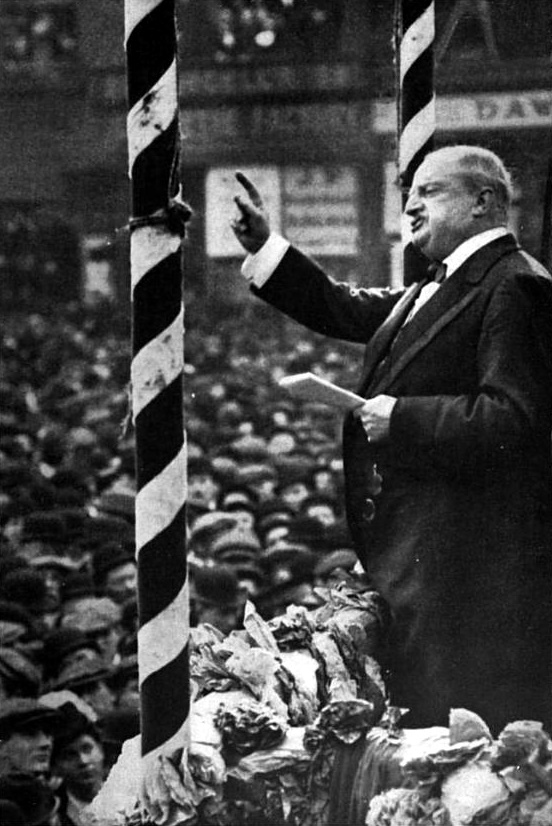
John Redmond en un discurso en 1916.

Parnell consiguió salir indemne de una intriga Conservadora que intentaba vincularle a él y a su partido con los crímenes del Phoenix Park. Gladstone invitó a Parnell a su casa para discutir la posibilidad de una nueva Ley de autogobierno. Ese fue el cénit en la carrera de Parnell. En torno a 1880, Parnell había creado una familia con una mujer separada, Katherine O'Shea, que tuvo tres hijos con él. A finales de 1890, se inició el proceso de divorcio. Para la sociedad victoriana, esto constituía un escándalo político de primera magnitud. Gladstone informó a Parnell de que, si era elegido líder del IPP, el autogobierno sería denegado; Parnell no compartió esta información con su partido y fue reelegido al frente del IPP el 25 de noviembre.
Una semana después, el Partido Irlandés celebró una reunión que duró seis días y al final de la cual 45 "anti-Parnellitas" abandonaron a Parnell, dejándole al frente de 27 seguidores. Ambos bandos regresaron a Irlanda para organizar a sus partidarios en dos partidos: los Parnelistas de la Liga Nacional Irlandesa (INL), con John Redmond al frente, y los anti-Parnelistas, encabezados por John Dillon y agrupados en la Federación Nacional Irlandesa (INF). En las elecciones de 1891, la INF llevó a cabo una agresiva campaña marcada por las violentas acusaciones personales de Dillon y Healy hacia Parnell. La INF contaba, además, con el apoyo de la Iglesia Católica que veía escandalosa la conducta de Parnell.
Parnell, por su parte, trabajó incansablemente en Irlanda y Gran Bretaña, apoyando el discurso de la IRB que ahora le sostenía. En junio de 1891 se casó con Katherine O'Shea. Tras una campaña electoral en el oeste de Irlanda, su salud comenzó a deteriorarse seriamente, falleciendo en su casa de Brighton en octubre de ese mismo año. Más de 200.000 personas asistieron a su funeral en Dublín. En sus discursos, defendía la idea de una Irlanda completamente separada de Gran Bretaña. Con respecto al uso de la violencia, Parnell siempre se mantuvo en una posición ambigua, sin condenarla ni defenderla claramente.

## División del partido

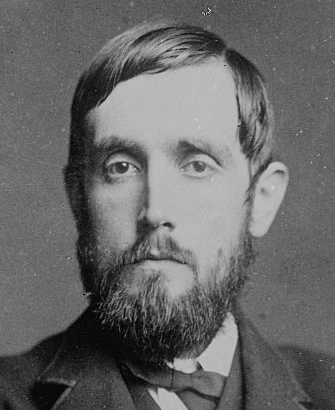
John Dillon en 1909.

En las elecciones generales de 1892, los Parnelistas de Redmond consiguieron un tercio de los votos, pero tan sólo nueve escaños, mientras que los anti-Parnelistas lograron 72 escaños entre los 66 de los seguidores de Dillon y los 6 de Healy (Asociación por los derechos del Pueblo). Gladstone y los liberales habían vuelto al poder, y los irlandeses, aunque divididos, se habían convertido en la clave del Parlamento. Gladstone elaboró el Segundo Proyecto de Ley para el autogobierno en 1893, que fue aprobada por la Cámara de los Comunes en septiembre por 301 votos a 267. Sin embargo, ante la posibilidad de partición de Irlanda, y con el apoyo de los unionistas, la Cámara de los Lores rechazó la ley por 419 votos a 41. Gladstone se retiró en 1894.
Los conservadores y los liberales unionistas recuperaron nuevamente el poder en 1895, permaneciendo al frente del gobierno hasta 1905. Durante todos esos años, el autogobierno no formó parte de su agenda, aunque el Unionismo Constructivo de Arthur Balfour puso en práctica muchas de las reformas aprobadas en el periodo anterior. Sin embargo, la desunión en el Partido Irlandés, siguió marcando el signo de la política irlandesa en Londres, lo que llevó a la radicalización del movimiento nacionalista en Irlanda. Paulatinamente, los irlandeses-americanos que habían ayudado con sus contribuciones a financiar el partido, fueron abandonando ante la falta de resultados.
La cuestión agraria se convirtió nuevamente en el centro de la actividad política. William O'Brien había abandonado el Parlamento en 1898, para crear junto con Davitt la Liga irlandesa unida (UIL), ante la cada vez mayor necesidad de tierras. Durante su primer año, esta organización se extendió rápidamente por el oeste, y, al cabo de un año, estaba implantada ya en todo el país, atrayendo por igual a miembros de todas las facciones del Partido Parlamentario Irlandés

## Reconstrucción
El estallido de la segunda guerra bóer en 1899 fue condenado por todos los sectores del partido irlandés, lo que contribuyó a acercarlos. En 1900, y gracias al trabajo de O'Brien, la INL y la INF volvieron a unirse en el Partido Parlamentario. O'Brien elaboró entonces un nuevo programa político basado en la agitación agraria, reforma política y autogobierno para el Partido Parlamentario Irlandés. Redmond, líder del INL fue elegido como líder del renovado partido, debido a la rivalidad interna entre los líderes de la INF (Dillon y Healy). Tras obtener 77 representantes en las elecciones generales de 1900, los logros políticos se sucedieron de forma considerable.
La UIL, diseñada expresamente para reconciliar al IPP fue aceptada como la principal organización de apoyo al nacionalismo parlamentario, lo que permitió a O'Brien incrementar su campaña de agitación en el medio rural. En diciembre de 1902, y a instancias del Secretario General George Wyndham se celebró la Conferencia para la Reforma Agraria; los terratenientes estuvieron representados por Windham Wyndham-Quin, mientras que O'Brien y Timothy Harrington encabezaban la parte de los arrendatarios. El resultado fue un acuerdo conciliatorio entre propietarios y arrendatarios, que sirvió de base para elaborar el Ley de Compra de 1903, que abolió el absentismo del propietario, permitiendo a los agricultores comprar tierra en condiciones favorables, resolviendo por fin la vieja cuestión de la propiedad de la tierra en Irlanda.

## Nuevas fisuras

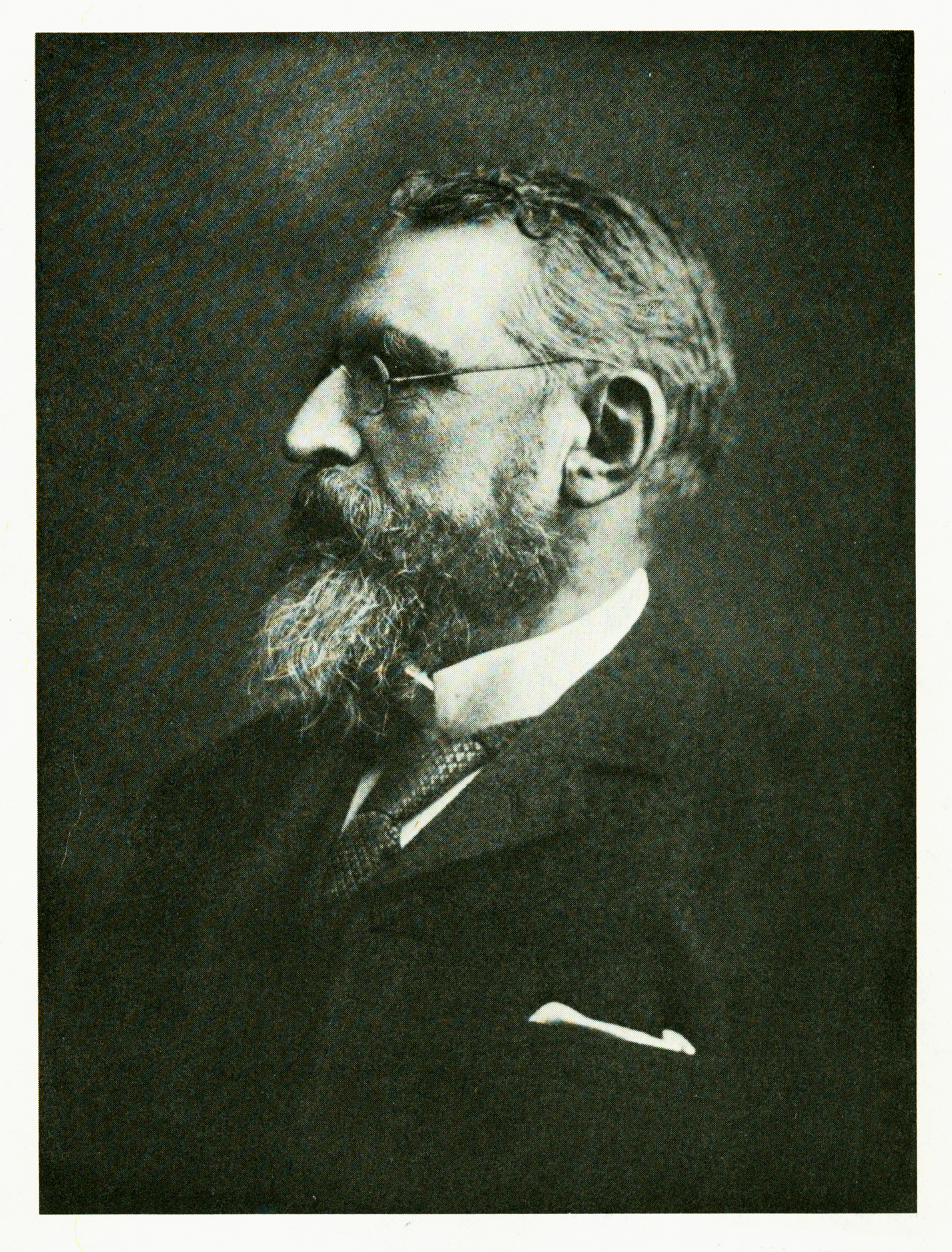
William O'Brien.

Esta hábil estrategia en la cuestión agraria, consiguiendo el acuerdo de propietarios y arrendatarios, aunque apoyada por Redmond, fue condenada por Dillon, que se oponía a las negociaciones con los terratenientes y por Davitt, que exigía la nacionalización del campo. Ambos realizaron una agresiva campaña contra O'Brien, acusándole de anteponer la cuestión agraria al autogobierno. En 1904, O'Brien fue expulsado del partido, y la UIL pasó a estar bajo el control del nuevo secretario Joseph Devlin, partidario de Dillon. Devlin, un joven parlamentario de Belfast había fundado unos años antes la Antigua Orden de los Hibernios (AOH), una organización sectaria católica, que acabaría por controlar al Partido Irlandés.
Las elecciones de 1906 vieron el triunfo de los liberales, que se habían comprometido a poner en marcha el autogobierno, en tanto que el IPP, liderado por Redmond, obtuvo 82 escaños. Pese a sus promesas iniciales, los liberales pronto recularon ya que era imposible ganar en la cuestión del autogobierno, en cuanto esta llegara a la Cámara de los Lores. Por otra parte, la brecha abierta entre el IPP y O'Brien se acentuó aún más cuando éste llevó al parlamento la Ley Bryce, que preveía financiación a gran escala para un programa de construcción de viviendas rurales. Durante los siguientes cinco años, 40.000 jornaleros pudieron adquirir casas con un acre de terreno pagaderas en cómodas anualidades y construidas por la administración de los condados. La ley Bryce de 1903, y la ley Birrel de 1911, permitieron acceder a vivienda a más de 250.000 jornaleros y a sus familias, transformando de esta forma el campo irlandés.
O'Brien se reincorporó al partido en 1907 en un nuevo intento de lograr la unidad, pero fue rápidamente expulsado por los "Hibernios" de Devlin, tras lo cual fundó su propio partido en 1909, la Liga Todo por Irlanda (AFIL).

## Obra legislativa
Durante los años previos, el IPP consiguió presentar y aprobar numerosas leyes sociales que beneficiaron a Irlanda:
- Creación del Congested Districts Board, en 1891, que favoreció la realización de obras públicas y creación de empleo en las zonas empobrecidas del oeste de la isla.
- La Ley de Gobierno Local de Irlanda (1898), que erradicó los "grandes jurados" controlados por los antiguos terratenientes, y los reemplazó por cuarenta y nueve consejos de distrito, condales, urbanos y rurales, dirigidos por irlandeses para la administración de los asuntos locales. Los consejos fueron muy populares en Irlanda, dando lugar a la aparición de una clase política que pronto se mostró capaz de resolver los problemas irlandeses. Esto contribuyó a aumentar el interés por el autogobierno y el deseo de gestionar los asuntos nacionales. Los consejos estuvieron controlados en su mayoría por el Partido Irlandés.
- Ley del Departamento Irlandés de Agricultura y Ley de Instrucción Técnica (1899), a iniciativa de sir Horace Plunkett.
- Leyes de compra de la tierra por los arrendatarios: Ley Wyndham de 1903 y Ley Byrrel de 1909, que resolvieron en gran medida la cuestión agraria.
- Leyes laborales de Irlanda: Ley Bryce de 1906 y Ley Birrell de 1911, que permitieron a los jornaleros irlandeses el acceso a una vivienda.
- Ley Town Tenants (1906)
- Ley de arrendatarios desahuciados (1907)
- Ley de Pensiones de Vejez (1908)
- Ley de la Universidad Católica Irlandesa (1908)
- Ley para la vivienda de las clases trabajadores (1908), también conocida como Ley Clancy

## El triunfo del autogobierno
Tras las elecciones de diciembre de 1910, el Partido Liberal perdió su mayoría y dependió entonces de los partidos irlandeses (IPP y AFIL, que sumaban 84 escaños) y de los Laboristas. John Redmond que tenía el control en la Cámara de los Comunes, impulsó la renovación de la vieja "Alianza Liberal", esta vez que Herbert Henry Asquith como primer ministro. Por motivos presupuestarios, Asquith no tuvo más remedio que aceptar una nueva ley para el autogobierno y la eliminación del poder de veto de los lores. La aprobación del Ley del Parlamento de 1911 limitaba el poder de los Lores a retrasar dos años una ley, con lo que Redmond se aseguraba que la ley aprobada en 1912 estaría totalmente implantada en 1914.
Esta perspectiva tras 40 años de lucha fue recibida de forma muy optimista, incluso cuando el autogobierno se limitaba inicialmente a los asuntos irlandeses. Pero para los unionistas, convencidos de que la permanencia en el Reino Unido era económicamente más beneficiosa para Irlanda y, temiendo el poder que había logrado la AOH en el seno del IPP, esta noticia fue un auténtico desastre.
Una vez que el proyecto fue aprobado en 1913, la oposición de los unionistas llevó a la repetición de los acontecimientos de 1886 y 1893. sir Edward Carson, líder de los unionistas, aprobó la creación de una milicia, los Voluntarios del Úlster para oponerse al autogobierno. Los unionistas y la Orden de Orange decidieron no aceptar la aplicación del autogobierno en sus territorios. Por su parte, los Nacionalistas formaron los Voluntarios Irlandeses como réplica, con el objetivo de apoyar y lograr la aplicación del autogobierno. Esta organización, creada a partir de la IRB y los Fenianos quedó bajo el control de Redmond. Redmond y el resto de miembros del IPP, al igual que su sucesores en 1919, apenas conocían la situación real en Belfast, y subestimaron la fuerza de la resistencia al autogobierno, e insistiendo en que "el Ulster tendrá que seguirnos". William O'Brien, que en 1893 había trabajado en el proyecto de la Segunda Ley de autogobierno, aconsejó tomar disposiciones específicas para el Úlster, ya que sólo así podría lograrse un autogobierno para toda la isla.
El proyecto de ley fue objeto de intensos debates parlamentarios entre 1913-1914, antes de alcanzar su redacción definitiva en mayo, denunciada por el AFIL de O'Brien como un "acuerdo de partición" después de que Carson forzara una enmienda que permitía la exclusión, permanente o temporal, del Úlster, que podría llevar a la partición de Irlanda. Esta decisión creó un profundo descontento entre los nacionalistas del norte y los unionistas del sur, que quedaban totalmente excluidos. En septiembre de 1914, la Tercera Ley de autogobierno fue sancionada por el rey y celebrada con fuegos artificiales a lo largo del sur de Irlanda.

## Intervención europea
El estallido de la Primera Guerra Mundial en agosto conllevó la suspensión de la Ley de autogobierno durante la guerra, que se esperaba durase un año. La guerra atenuó la amenaza de Guerra Civil, pero demostró ser crucial en la historia de Irlanda durante el siglo XX. Tras la invasión de Bélgica, país neutral, por los Alemania, John Redmond y su partido, hicieron un llamamiento a los Voluntarios Irlandeses para que se unieran a la causa británica de la Triple Entente para mantener Europa libre de la opresión alemana. Los voluntarios se dividieron en torno a la cuestión; la gran mayoría formó parte de los Voluntarios Nacionales y se alistó en los regimientos irlandeses de la X y XVI División Irlandesa del Nuevo Ejército Británico creado para la guerra.
A diferencia de la 36 División del Úlster y los Voluntarios del Úlster, que contaban con sus propios oficiales, los Voluntarios del sur no poseían oficiales con experiencia militar previa, por lo que la 16 División era dirigida por oficiales ingleses, con la excepción del General irlandés William Hickie. El hecho de que la división no tuviera uniforme propio tampoco fue muy popular entre los reclutas. El Alto Mando también reaccionó con suspicacia al anuncio de Redmond de que los Voluntarios regresarían pronto como un ejército preparado para oponerse a la resistencia del Úlster al autogobierno
Cuando la situación en la guerra comenzó a empeorar, se formó una nueva coalición de gobierno de liberales y conservadores en junio de 1815. A Redmond se le ofreció un puesto en el gabinete, pero lo rechazó. Esta decisión fue bien recibida en Irlanda, pero debilitó su posición frente a Carson, que sí aceptó un puesto en el gabinete. A medida que la guerra avanzaba, la imagen del IPP sufría un terrible desgaste debido a las terribles bajas sufridas por los irlandeses en las batallas de Galípoli y los Dardanelos, y en el frente occidental. El Levantamiento de Pascua cogió totalmente desprevenido al IPP, encabezado por una sección de los Voluntarios Irlandeses que había permanecido en Irlanda. Aunque inicialmente el levantamiento fue un fracaso, la torpe gestión llevada a cabo por el General John Maxwell y las represalias tomadas contra los insurrectos, acabaron por poner a la opinión pública irlandesa de su parte. La posición del IPP se debilitaba por momentos. En julio de 1916, un nuevo intento de implantar el autogobierno fracasó ante la amenaza de partición. Cuando, al cabo de un año, David Lloyd George intentó sacar de punto muerto la cuestión, Redmond convocó a la Convención Irlandesa y consiguió el apoyo de los unionistas del Sur para el autogobierno, pero nuevamente la cuestión quedó sin resolver ante la negativa del Úlster.

## Crisis y cambio
John Redmond, uno de los principales defensores de la causa del autogobierno, falleció en marzo de 1918, tras la Convención, y fue sustituido por John Dillon al frente del IPP. En abril, la ofensiva alemana destrozó el frente aliado, provocando una severa pérdida de vidas humanas, que movió a Lloyd George a vincular la implantación del autogobierno a la ampliación a Irlanda de la conscripción. El Partido Irlandés se retiró del parlamento en protesta por esa decisión y regresó a Irlanda para unir sus fuerzas a las de otras organizaciones nacionales en la conocida como Crisis de la Conscripción de 1918, con manifestaciones masivas en Dublín. Aunque la amenaza de conscripción nunca fue puesta en práctica, la simple amenaza sirvió para radicalizar posturas dentro de la política irlandesa. 
La marea política había cambiado. El Partido Irlandés perdió terreno en las elecciones de 1917 ante los republicanos de Sinn Féin, partidarios de soluciones más expeditivas al conflicto. Sinn Fein contaba con más de 1.500 asociaciones por toda Irlanda, y era mucho más potente que la vieja UIL. Tras el final de la guerra en noviembre de 1918, el electorado irlandés había visto incrementada su representación en el parlamento gracias a la Ley de Representación de 1918, extendiendo el derecho de sufragio del 30% al 75% de la población.

## Elecciones decisivas
El Partido Parlamentario Irlandés se enfrentaba por primera vez a un doble frente; por un lado, los unionistas y, por otro, el Sinn Féin (el Partido del Trabajo Irlandés decidió no presentarse para facilitar las cosas al Sinn Féin). Además, el IPP no contaba con una estructura fuerte, por lo que en 25 circunscripciones no presentó candidato alguno, con lo que los asientos en disputa fueron a parar a manos de Sinn Féin
Como consecuencia, el IPP obtuvo finalmente 220.837 votos (21,7%) frente a los 476.087 de Sinn Féin. Sin embargo, según el nuevo sistema electoral, según el cual, el ganador en una circunscripción se llevaba todos los escaños, el IPP obtuvo sólo 6 diputados por 73 de Sinn Féin. Los unionistas, por su parte, consiguieron 305.206 votos (30,2%) y 19 escaños, con lo que vieron incrementada su participación en el Parlamento. Tras las elecciones, el partido fue disuelto y los diputados del IPP pasaron a formar parte del Partido Nacionalista de Irlanda del Norte bajo Joseph Devlin.
Veintisiete de los recién elegidos diputados por Sinn Féin se reunieron en Dublín el 21 de enero de 1919, en lo que iba a ser la primera sesión del Parlamento Irlandés o First Dáil. El resto de diputados estaban encarcelados o perseguidos. Gran Bretaña se negó a reconocer la existencia del Dáil, lo que significó el inicio de la guerra de Independencia irlandesa. El gobierno británico siguió comprometido con el autogobierno, y en 1921 implementó la Cuarta Ley para el autogobierno, que contemplaba la partición de Irlanda.

## Tras la disolución
Los resultados, aunque significaron un triunfo de los republicanos, sirvieron para demostrar que el proyecto del IPP tenía un peso específico importante, especialmente en el Noreste de la isla, donde el IPP había conseguido mantenerse pese al empuje del Sinn Féin. Los 6 diputados del IPP se reagruparon formando el Partido Nacionalista de Irlanda del Norte.
En el sur, tras el final de la Guerra Civil, la situación política heredada por el Sinn Féin, dio lugar al nacimiento de dos partidos nacionalistas; entre los pro-Tratado, algunos líderes de Cumann na nGaedheal / Fine Gael, a excepción de James Dillon, hijo de John Dillon, tenían tendencias Redmonistas, destacando entre ellos John A. Costello, que llegaría a ser Taoiseach. El núcleo de este grupo estaba fuertemente vinculado al Sinn Féin, IRB e IRA. Entre los anti-Tratado, la rama disidente de Sinn Féin dio lugar al Fianna Fáil, pero los ideales del IPP no contaron con continuidad tras la independencia. Muchos de los seguidores de la AOH y el IPP pasaron a engrosar las filas del grupo pro-Tratado, y muchos de los miembros de la AOH lucharon con los nacionales en la guerra civil española. Igualmente, el cuasi-fascista movimiento Blueshirt nacido en los años 30 proviene en sus orígenes de la tradición Ribbonista del siglo anterior. Por último mencionar también el Partido Nacional de Centro, que acabó fusionándose con otros partidos.

## Legado del partido
El mayor logro del IPP fue la introducción en la sociedad irlandesa del parlamentarismo constitucional y todas sus implicaciones -un sistema administrativo desarrollado y operativo que había conseguido enraizar en el país con mucha más fuerza de la que se pensaba en un principio. El Partido Parlamentario Irlandés había contribuido de forma decisiva a la maduración política de la nación irlandesa.
Esto allanó el camino para la creación del Estado Libre Irlandés, cuyo parlamento el Dáil Eireann había comenzado usando casi inconscientemente, bajo la tradición parlamentaria heredada del sistema anterior. Este es, quizás, el tributo que se le puede prestar al viejo Partido Parlamentario Irlandés, cuyos cincuenta años de duro trabajo sirvieron para establecer y consolidar las bases de las instituciones representativas que estimularían la acción democrática. Fue el primer y único partido en representar a una Irlanda sin divisiones.
El debate sobre los méritos de autogobierno y republicanismo continúa hoy en día. Con ocasión del 90.º aniversario del levantamiento de Pascua de 1916, dos ex-Taoisigh y líderes de Fine Gael, Garret FitzGerald y John Bruton expresaron opiniones contrapuestas: FitzGerald defendía la rebelión como la última oportunidad para salvar Irlanda como país, en tanto que Bruton hubiera aceptado el autogobierno como medio para mantener la unidad irlandesa.

## Líderes del partido (1882–1921)
- Charles Stewart Parnell (1882–1891)
- John Redmond (minoría Parnelista) (1891–1900)
- Justin McCarthy (mayoría anti-Parnelista) (1891–1892)
- John Dillon (mayoría anti-Parnelista) (1892–1900)
- John Redmond (partido reunificado) (1900–1918)
- John Dillon (1918)
- Joe Devlin (1918–1921)

## Resultados electorales
| Elección  | Candidato               | Votos   | % voto | Parlamentarios | +/-         |
| --------- | ----------------------- | ------- | ------ | -------------- | ----------- |
| 1874      | Isaac Butt              | 90.234  | 3,70   | 60/652         |             |
| 1880      | William Shaw            | 95.535  | 2,80   | 63/652         | 3           |
| 1885      | Charles Stewart Parnell | 310.608 | 6,90   | 86/670         | 23          |
| 1886      | Charles Stewart Parnell | 97.905  | 3,30   | 85/670         | 1           |
| 1892      | Justin McCarthy         | 309.329 | 7,00   | 81/670         | 4           |
| 1895      | John Dillon             | 149.530 | 4,00   | 82/670         | 1           |
| 1900      | John Redmond            | 57.576  | 1,60   | 82/670         | Sin cambios |
| 1906      | John Redmond            | 33.231  | 0,60   | 82/670         | Sin cambios |
| Ene. 1910 | John Redmond            | 74.047  | 1,20   | 71/670         | 11          |
| Dic. 1910 | John Redmond            | 90.416  | 1,70   | 74/670         | 3           |
| 1918      | John Dillon             | 226.498 | 2,20   | 7/707          | 67          |